# Ordenanza Sullivan

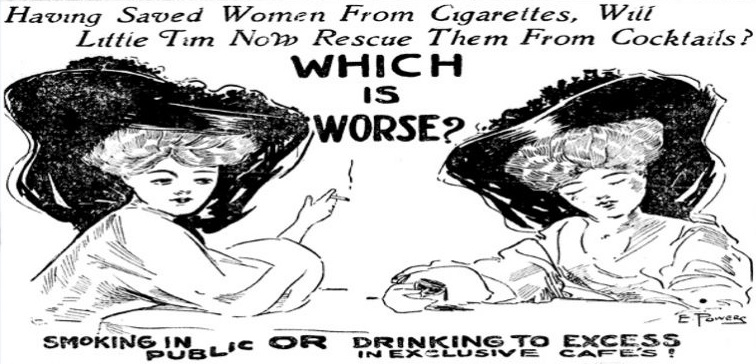
Burlándose de la ordenanza en The Evening World en 1908

La Ordenanza Sullivan fue una ordenanza municipal aprobada el 21 de enero de 1908 en la ciudad de Nueva York por su junta de concejales a propuesta de Timothy Sullivan, quien controlaba los distritos de Bowery y Lower East Side de Manhattan, la cual prohibía a la administración de un lugar público permitir que las mujeres fumaran dentro de su local. La ordenanza no prohibía a las mujeres fumar en general ni prohibía a las mujeres fumar en público, solo en lugares públicos. Justo después de la promulgación de la ordenanza, el 22 de enero, Katie Mulcahey fue la única persona citada por violar esta ordenanza, siendo multada con $5 por haber fumado en público y siendo arrestada tras negarse a pagar la multa. Sin embargo, la ordenanza como tal no mencionaba el apercibimiento de multas ni las consecuencias administrativas o penales en caso de negarse al pago de multas no previstas en la ordenanza. Katie fue liberada al día siguiente. El alcalde de la época, George B. McClellan Jr., vetó la ordenanza dos semanas después.